# Farley Granger
Farley Granger (San José, Califórnia, 1 de julho de 1925 — Nova Iorque, 27 de março de 2011) foi um ator norte-americano.

## Filmografia parcial
- Rope (1948)
- Our Very Own, 1950
- I Want You 1951
- Hans Christian Andersen (1952)
- The Story of Three Loves (1953)
- Small Town Girl (1953)
- The Girl in the Red Velvet Swing (1955)